# Nenad Filipović
Nenad Filipović, cyr. Ненад Филиповић (ur. 5 października 1978 w Leskovacu)  – serbski lekkoatleta specjalizujący się w chodzie sportowym.
Dwukrotnie uczestniczył w igrzyskach olimpijskich, lecz nie odniósł w nich sukcesów.
Reprezentant kraju w zawodach pucharu świata i Europy w chodzie oraz meczach międzypaństwowych.
Jego bratem-bliźniakiem jest Predrag - również chodziarz.

## Osiągnięcia
| Rok                                            | Impreza                                        | Miejsce                                        | Konkurencja                                    | Lokata                                         | Wynik                                          |
| Reprezentacja Serbia i Czarnogóra (Jugosławia) | Reprezentacja Serbia i Czarnogóra (Jugosławia) | Reprezentacja Serbia i Czarnogóra (Jugosławia) | Reprezentacja Serbia i Czarnogóra (Jugosławia) | Reprezentacja Serbia i Czarnogóra (Jugosławia) | Reprezentacja Serbia i Czarnogóra (Jugosławia) |
| ---------------------------------------------- | ---------------------------------------------- | ---------------------------------------------- | ---------------------------------------------- | ---------------------------------------------- | ---------------------------------------------- |
| 1997                                           | Puchar świata w chodzie                        | Poděbrady                                      | chód na 20 kilometrów                          | 122. miejsce                                   | 1:36:22                                        |
| 2000                                           | Puchar Europy w chodzie                        | Eisenhüttenstadt                               | chód na 20 kilometrów                          | 46. miejsce                                    | 1:28:56                                        |
| 2002                                           | Puchar świata w chodzie                        | Turyn                                          | chód na 20 kilometrów                          | 52. miejsce                                    | 1:32:10                                        |
| 2003                                           | Puchar Europy w chodzie                        | Czeboksary                                     | chód na 20 kilometrów                          | 17. miejsce                                    | 1:24:26                                        |
| 2004                                           | Puchar świata w chodzie                        | Naumburg                                       | chód na 50 kilometrów                          | 30. miejsce                                    | 4:13:25                                        |
| Reprezentacja Serbia                           |                                                |                                                |                                                |                                                |                                                |
| 2007                                           | Mistrzostwa świata                             | Osaka                                          | chód na 50 kilometrów                          | 23. miejsce                                    | 4:12:11                                        |
| 2008                                           | Puchar świata w chodzie                        | Czeboksary                                     | chód na 20 kilometrów                          | 56. miejsce                                    | 1:25:48                                        |
| 2008                                           | Igrzyska olimpijskie                           | Pekin                                          | chód na 50 kilometrów                          | 30. miejsce                                    | 4:02:16                                        |
| 2012                                           | Igrzyska olimpijskie                           | Londyn                                         | chód na 50 kilometrów                          | DNF                                            | -                                              |
| 2016                                           | Igrzyska olimpijskie                           | Rio de Janeiro                                 | chód na 50 kilometrów                          | 46. miejsce                                    | 4:25:41                                        |

## Rekordy życiowe
- Chód na 20 kilometrów – 1:23:42 (2006)
- Chód na 50 kilometrów – 3:59:17 (2011)